# Називајевск
Називајевск (рус. Называевск) град је у Русији у Волгоградској области.

## Становништво
| 1939.  | 1959.  | 1970.  | 1979.  | 1989.  | 2002.  | 2010.  |
| ------ | ------ | ------ | ------ | ------ | ------ | ------ |
| 10.200 | 16.494 | 15.792 | 14.164 | 14.416 | 13.012 | 11.615 |